# Tipúcito
Tipúcito (em grego: Τιπούκειτος; romaniz.: Tipoúkeitos; lit. "o que é para ser encontrada onde") é um índice das Basílicas de Leão VI, o Sábio (r. 912–959) produzido no final do século XI por um juiz chamado Patzes. Em sua tabela de conteúdos, o autor adicionou incontáveis referências com indicação precisa das fontes e, no caso de capítulos individuais, o incipit real. Escólios individuais às Basílicas são usados na forma de comentários concisos e obervações. Ocasionalmente faz-se referência a Eustácio Romeu e a atual legislação imperial.